# RM (azienda)
RM plc (Research Machines public limited company) è una società britannica specializzata nella fornitura di prodotti e servizi didattici per le scuole, i college, le università e gli enti governativi. Nonostante punti primariamente al mercato inglese, RM è un gruppo con diverse filiali che forniscono software didattico anche in Nord America e Australia, con una società per lo sviluppo del software locata in India. RM fornisce impiego a 2.700 persone, la maggior parte delle quali dislocate nella sede inglese di MiltonPark, vicino a Didcot (Oxfordshire).

## Storia
RM fu fondata nel 1973 a Oxford da Mike Fischer e Michael O'Regan, laureatesi rispettivamente all'Università di Oxford ed all'Università di Cambridge, con il nome di Sintel, successivamente cambiato in Research Machines, RM, sotto pressioni di Intel per la troppa somiglianza con il suo nome. Inizialmente era una società che vendeva componenti elettronici tramite posta principalmente ad hobbisti. Con l'arrivo sul mercato, negli anni settanta, dei primi microprocessori, la società espanse il suo mercato iniziando a progettare e costruire microcomputer: il primo computer, destinato al mercato didattico, fu l'RM 380Z (1977), basato sullo Zilog Z80, seguito dal LINK 480Z.
RM si dedicò al settore didattico favorita in ciò dalla spinta all'utilizzo dei computer nelle scuole dato dal programma del governo britannico Microelectronics Education Programme dei primi anni ottanta. Durante quel periodo RM e Acorn Computers (con sede a Cambridge) fornirono computer alla maggior parte delle scuole britanniche. In quel periodo la BBC chiese a RM di produrre un computer di fascia bassa ma la società rifiutò. Tale compito fu accettato da Acorn, che produsse la macchina che poi fu venduta come BBC Micro.
La società è stata quotata alla borsa londinese nel novembre del 1994 con il nome di "RM plc".
Mike Fischer è stato amministratore delegato del gruppo fino al 1997, sostituito da Richard Girling. Girling si è dimesso nel 2002 dopo che RM era stata coinvolta nel boom e susseguente fallimento delle società dot-com agli inizi del terzo millennio. Al suo posto si è insediato Tim Pearson, che ha lasciato nel 2008 sostituito da Terry Sweeney.